# Valentin Bigote
Valentin Bigote (Dunkerque, Francia, 13 de enero de 1992) es un jugador de baloncesto profesional francés. Mide 1,96 metros y juega en la posición de escolta.

## Carrera deportiva
Es un escolta formado en las categorías inferiores del BCM Gravelines, con el que llegó a debutar en la PRO A en la temporada 2010-11. 
Las temporadas 2012-2013 y 2013-2014, las jugaría en el Stade Olympique Maritime Boulonnais y en el Denain ASC Voltaire del Campeonato de Francia de Baloncesto Pro B.
En la temporada 2014-15, regresa a la PRO A para jugar en el SLUC Nancy Basket con el que disputaría también Eurocup.
En las dos siguientes temporadas jugaría en el Hermine Nantes Atlantique de la PRO B.
En la temporada 2017-2018, firma por el JDA Dijon Basket de la PRO A.
En 2018, firma por el Le Mans Sarthe Basket de la PRO A, en el que jugaría durante 3 temporadas. En la temporada 2020-21 promediaría 11.8 puntos, 2.6 rebotes y 2.4 asistencias, destacando con un casi 41% en triples.
El 21 de junio de 2021, firma por el Bilbao Basket de la Liga Endesa. El 27 de febrero de 2022, rescinde su contrato con Bilbao Basket.

## Internacional
Jugó el Campeonato Europeo de Baloncesto Masculino Sub-18 de 2010 representando a Francia.

## Vida personal
Es hermano del baloncestista Mathieu Bigote.